# Rhienderen
Rhienderen is een buurtschap in de gemeente Brummen. Het ligt direct ten noorden van de hoofdplaats, maar is hier niet afhankelijk van. Rhienderen heeft eigen winkels, feesten en een jaarmarkt. Rhienderen heeft dan ook een lange geschiedenis achter de rug. Al in het jaar 796 werd het dorp genoemd, toen onder de naam "Hrenheri", wat iets betekent als "heuvelrug bij een waterloop".
In 797 schenkt een zekere Oodhelm een derde van zijn erfenis, waaronder een zesde deel van een hoeve in Hrenheri, aan Liudger ten behoeve van zijn pas gestichte Sint-Salvatorsklooster te Withmund. Na de verplaatsing van het klooster naar Werden werd de abdij van Werden eigenaar van deze boerderij.
Rhienderen ligt grotendeels binnen de bebouwde kom van Brummen, maar heeft ook een buitengebied. Naast deze buurt, Rhienderen Buitengebied, kent de buurtschap ook de buurten Rhienderense Kern, Rhienderense Enk, Hazenberg en Rhienderen Noord. Ooit hoorde ook Rhienderense Broek hierbij, maar sinds 2001 is dit officieel de buurtschap Broek.